# قصر صاحبقرانية
قصر صاحبقرانية (بالفارسية: کاخ صاحبقرانیه) هو قصر تاريخي يعود إلى عصر القاجاريون، ويقع في طهران.